# Jakobstor (Nürnberg)

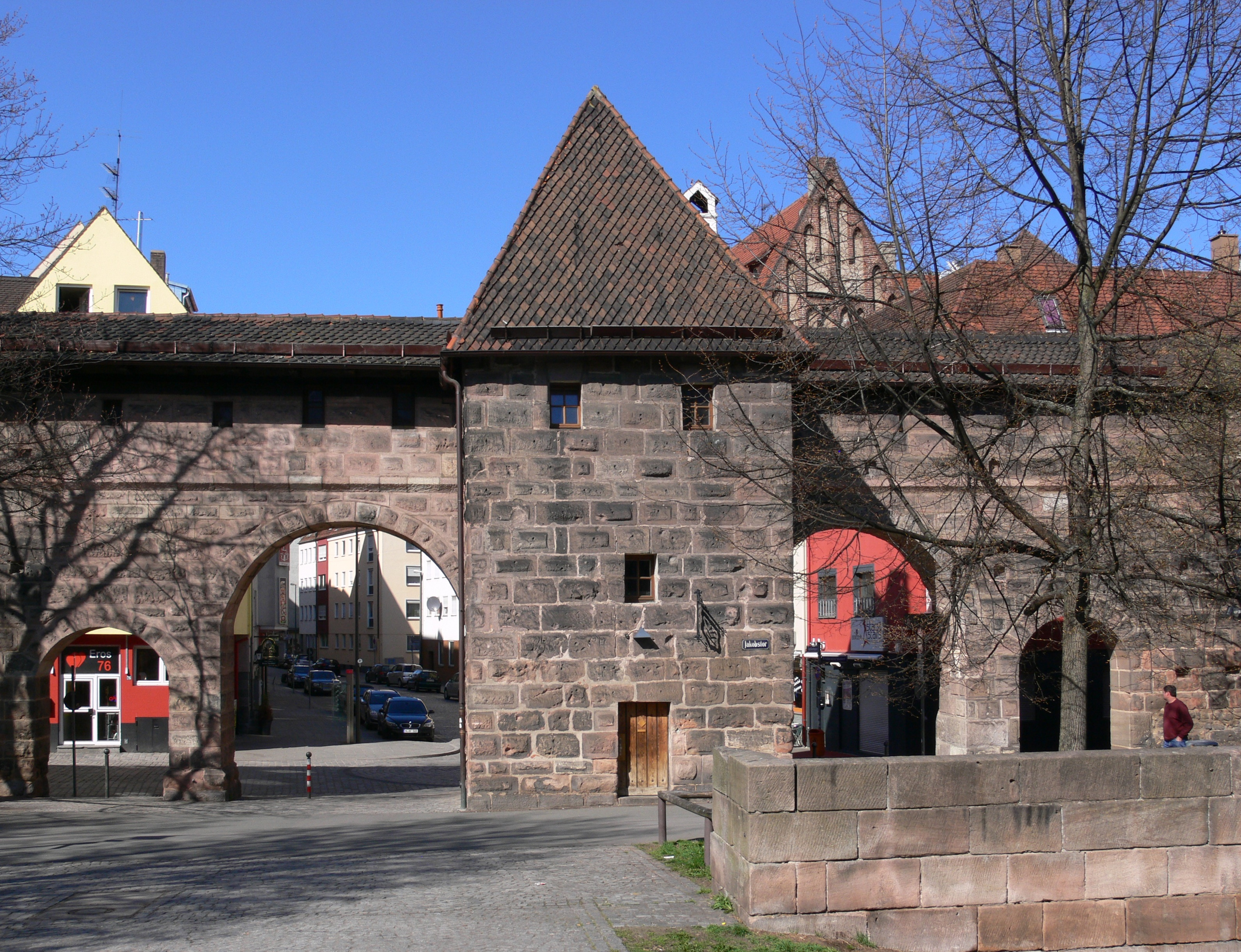
Das Jakobstor und der Turm Rotes L, 2010

Das Jakobstor ist ein Tor im Süden der Nürnberger Stadtmauer.

## Geschichte
Um dem zunehmenden Verkehr gerecht zu werden, wurden im 19. Jahrhundert in die Frauentormauer mehrere neue Tore oder Mauerdurchbrüche gebrochen. In diesem Zusammenhang wurden 1893 zwischen Färbertor und Spittlertor beidseits des Stadtmauerturms „Rotes L“ die Bögen der Frauentormauer durchbrochen, der Graben aufgefüllt und das Jakobstor eingerichtet. Zwei weitere Durchgänge für Fußgänger kamen 1913 hinzu.